# Liste der Naturschutzgebiete im Landkreis Nienburg/Weser
Im Landkreis Nienburg/Weser gibt es 36 Naturschutzgebiete (Stand Dezember 2020).
| Name des Gebietes                         | Bild           | Kennung | WDPA      | Landkreis / Stadt                                         | Beschreibung / Bemerkungen | Standort | Fläche in Hektar | Jahr der Verordnung |
| ----------------------------------------- | -------------- | ------- | --------- | --------------------------------------------------------- | -------------------------- | -------- | ---------------- | ------------------- |
| Alhuser Ahe                               | weitere Bilder | HA 010  | 81262     | Landkreis Nienburg                                        |                            | Position | 22,19            | 1939                |
| Auwald bei Hingste                        |                | HA 161  | 162303    | Landkreis Nienburg                                        |                            | Position | 1,93             | 1993                |
| Borsteler Moor                            | weitere Bilder | HA 178  | 162513    | Landkreis Diepholz, Landkreis Nienburg                    |                            | Position | 484,66           | 1996                |
| Buchhorster Auwald                        | weitere Bilder | HA 036  | 81482     | Landkreis Nienburg                                        |                            | Position | 6,67             | 1972                |
| Bunkenmoor                                |                | HA 185  | 162637    | Landkreis Nienburg                                        |                            | Position | 38,09            | 1997                |
| Burckhardtshöhe                           |                | HA 098  | 162639    | Landkreis Nienburg                                        |                            | Position | 12,66            | 1986                |
| Domäne Stolzenau / Leese                  |                | HA 176  | 162775    | Landkreis Nienburg                                        |                            | Position | 291              | 1997                |
| Drakenburger Marsch                       |                | HA 155  | 162793    | Landkreis Nienburg                                        |                            | Position | 265,42           | 1991                |
| Eichen-Hülsenwälder                       |                | HA 018  | 81584     | Landkreis Nienburg                                        |                            | Position | 3,65             | 1949                |
| Eichenkratt                               |                | HA 011  | 162886    | Landkreis Nienburg                                        |                            | Position | 7,75             | 1993                |
| Geesthang Nordholz                        |                | HA 144  | 163209    | Landkreis Nienburg                                        |                            | Position | 4,39             | 1989                |
| Hägerdorn                                 |                | HA 108  | 163474    | Landkreis Nienburg                                        |                            | Position | 27,14            | 1986                |
| Hohes Moor                                | weitere Bilder | HA 159  | 163753    | Landkreis Diepholz, Landkreis Nienburg                    |                            | Position | 623,25           | 1993                |
| Holtorfer Moor                            |                | HA 084  | 163777    | Landkreis Nienburg                                        |                            | Position | 159,22           | 1985                |
| Krähenmoor                                |                | HA 079  | 164224    | Landkreis Nienburg                                        |                            | Position | 227,16           | 1984                |
| Krähenmoor II                             |                | HA 103  | 164225    | Landkreis Nienburg                                        |                            | Position | 180,55           | 1986                |
| Lemker Marsch                             |                | HA 151  | 164428    | Landkreis Nienburg                                        |                            | Position | 170,38           | 1991                |
| Liebenauer Gruben                         |                | HA 221  | 555552569 | Landkreis Nienburg                                        |                            | Position | 142,76           | 2012                |
| Meerbruchswiesen                          | weitere Bilder | HA 190  | 318775    | Region Hannover, Landkreis Nienburg, Landkreis Schaumburg |                            | Position | 1003,21          | 1998                |
| Nienburger Bruch                          |                | HA 235  |           | Landkreis Nienburg                                        |                            | Position | 112,00           | 2016                |
| Nordeler Bruch                            |                | HA 088  | 164837    | Landkreis Nienburg                                        |                            | Position | 69,72            | 1985                |
| Orchideenwiese bei Diepenau               |                | HA 230  |           | Landkreis Nienburg                                        |                            | Position | 0,53             | 2015                |
| Randbereiche Lichtenmoor                  |                | HA 234  |           | Landkreis Nienburg                                        |                            | Position | 155,00           | 2016                |
| Rehburger Moore                           | weitere Bilder | HA 042  | 82378     | Landkreis Nienburg                                        |                            | Position | 814,24           | 2011                |
| Rodewalder Lichtenheide                   |                | HA 086  | 165195    | Landkreis Nienburg                                        |                            | Position | 248,73           | 1985                |
| Rodewalder Wiehbuschwiesen                |                | HA 087  | 165196    | Landkreis Nienburg                                        |                            | Position | 74,43            | 1985                |
| Schmiedebruch                             |                | HA 016  | 165440    | Landkreis Nienburg                                        |                            | Position | 33,47            | 1995                |
| Siedener Moor                             | weitere Bilder | HA 112  | 165567    | Landkreis Diepholz, Landkreis Nienburg                    |                            | Position | 829,89           | 1998                |
| Speckenbachtal                            | weitere Bilder | HA 192  | 319121    | Landkreis Diepholz, Landkreis Nienburg                    |                            | Position | 45,32            | 1999                |
| Steimbker Kuhlen                          |                | HA 073  | 165665    | Landkreis Nienburg                                        |                            | Position | 163,59           | 1984                |
| Steinbrinker - Ströhener Masch            |                | HA 153  | 165683    | Landkreis Diepholz, Landkreis Nienburg                    |                            | Position | 263,45           | 1991                |
| Uchter Moor                               | weitere Bilder | HA 208  | 378372    | Landkreis Diepholz, Landkreis Nienburg                    |                            | Position | 3257,76          | 2007                |
| Weißer Graben                             |                | HA 174  | 166233    | Landkreis Nienburg                                        |                            | Position | 504,40           | 1995                |
| Wellier Schleife / Staustufe Landesbergen |                | HA 177  | 166239    | Landkreis Nienburg                                        |                            | Position | 258,93           | 1996                |
| Westufer Steinhuder Meer                  | weitere Bilder | HA 060  |           | Region Hannover, Landkreis Nienburg                       |                            | Position | 663              | 2020                |
| Wiedesee                                  | weitere Bilder | HA 076  | 166286    | Landkreis Nienburg                                        |                            | Position | 24,49            | 1984                |